# Крекінг-установка Фріпорт (LHC-8)
Крекінг-установка Фріпорт (LHC-8) — підприємство нафтохімічної промисловості, яке належить хімічному концерну Dow Chemical.
Установка розміщена на великій промисловому майданчику концерну у Фріпорті (південніше Х'юстона, штат Техас), яка почала роботу ще в 1941 році. З 1973-го тут працювала установка парового крекінгу (піролізу) вуглеводневої сировини LHC-7, яку в 1994-му доповнили LHC-8. Остання станом на середину 2010-х мала потужність у півтора раза більшу, ніж попередня, та була здатна випускати 1010 тисяч тонн етилену на рік. При цьому вона використовує більш важку сировину — в суміші 70 % приходиться на газовий бензин (naphta), тоді як етан та пропан мають частки у 10 % та 20 % відповідно.
Також можливо відзначити, що в другій половині 2010-х на цьому ж майданчику у Фріпорті звели ще потужнішу крекінг-установку LHC-9, появу якої зумовила «сланцева революція».